# Kildekritik
 Denne artikel omhandler historisk kildekritik. Opslagsordet har også en anden betydning, se kildekritik (tværfaglig).
Kildekritik er en videnskabelig metode, der vægter kilders troværdighed. Kildekritikkens formål er at sikre, at historikere og andre opnår så pålidelig viden om fortiden som muligt. Enten i forhold til den begivenhed eller til det fænomen forskeren ønsker belyst. I de seneste 20 år er betegnelsen "kildeanalyse" hyppigere anvendt. For strengt taget er det ikke kilden, men analysen af kilden og dens baggrund, der udsættes for kritik.[kilde mangler] De vigtigste metodiske principper drejer sig om at identificere, vurdere og fortolke kilder og drage konklusioner heraf.

## Kildekritikkens historie
Kildekritik opstod i den moderne historievidenskab i Tyskland midt i det 19. århundrede inspireret af positivismen og udviklingen i de andre videnskaber, især naturvidenskaberne. Kildekritik blev udviklet til at undersøge "hvem gjorde hvad hvornår" inden for politisk historie.
Som foregangsmænd regnes historikeren B.G. Niebuhr; foruden historikeren og teologen Leopold von Ranke. Rankes værk Zur Kritik neuerer Geschichtsschreiber fra 1824, hvori Ranke "tog kritisk stilling til den overleverede tradition". Rankes epokegørende ambition var: "Bloss zeigen, wie es eigentlich gewesen ist," dvs. blot vise hvordan det egentlig har været. Caspar Paludan-Müllers værk Grevens Fejde, skildret efter trykte og utrykte Kilder i to bind (1853-1854) præsenterer den første sammenhængende redegørelse for et udsnit af Danmarkshistorien, hvor der samtidig er en konsekvent kritik af den traditionelle fremstilling og udstrakt benyttelse af arkivalsk materiale. I Danmark anses Kristian Erslev for kildekritikkens indfører og fremmeste praktiker og teoretiker. Erslev var elev af Paludan-Müller og påvirket af dennes principper, men blev senere kritisk overfor Paludan-Müllers historisme.

## Metode
I analysen af kilderne indgår flere vurderinger:

### Ophavssituationen

#### Skriftlige kilder
- Hvornår er kilden fra?
- Hvem har lavet den?
- Hvor er kilden opstået (geografisk, socialt og psykisk miljø)?
- Hvilken kontekst er den skrevet i?
- Hvilken generel sammenhæng er den skrevet i?
- Hvorfor er denne kilde skrevet?
- Hvad er kildens tendens?

#### Andre kilder
- hvor præcist kan genstanden (levnet) dateres?
- hvor er det produceret?
- hvordan er det produceret?
- hvilke oplysninger giver genstanden om menneskelig aktivitet?
- hvilke andre fund findes der af samme karakter?

### Ægte kilder kontra uægte kilder
Først skelner historikeren mellem ægte og uægte kilder. I sin afhandling Erik Plovpennings Strid med Abel. Studier over ægte og uægte Kilder til Danmarks Historie fra 1890 skelner Erslev mellem begreberne ægte og uægte kilder, og til belysning af Erik Plovpennings strid med Abel lægger Erslev kun vægt på samtidige krøniker og årbøger om emnet: Til belysning af historiske hændelser tillægger Erslev de kilder, der er tættest på begivenheden, størst vægt, og disse er dermed i kategorien "ægte kilder". Uægte kilder er derimod forskellige konstruktioner baseret på et utroværdigt kildegrundlag, eller konstruktioner, hvor ophavsmændene gør sig skyldig i historieforfalskning ved brug af synteser.[kilde mangler] Erslevs opfattelse anfægtes imidlertid af mange nyere historieteoretikere, bl.a. med den påstand, at det er problemstillingen, der afgør, om en kilde er brugbar. Ægthed må afgøres på et bredere grundlag. En kilde er således principielt ægte, hvis den er autentisk. Selv om den er ægte, er den dog ikke nødvendigvis gyldig. Fx er en underskreven kontrakt mellem to parter ægte, hvis underskrifterne er autentiske. Kontrakten er dog kun gyldig, hvis den ikke er i strid med lovgivning eller andre regelsæt, der regulerer det område, kontrakten omhandler.

### Levn kontra beretning
Den vigtigste sondring i kildekritik er sondringen mellem levn og beretning. Betegnelsen "beretning" betegnes Tradition på tysk; mens betegnelsen "levn" er opstået som en oversættelse af det tyske begreb Überrest. Det er afgørende i seriøs forskning at skelne mellem kilder, der er tæt på den begivenhed, man undersøger, og dem, der er fjernt fra den i tid og rum. En kilde kaldes "levn", når kilden er opstået som en del af den begivenhed, der undersøges; dermed er "levn" samtidig med den begivenhed, som levnet hidhører fra.
Hvorimod en kilde, der ikke er part i begivenheden, men alligevel giver oplysninger om begivenheden, kaldes "beretning". En og samme kilde kan altså godt være "beretning", når den læses som kilde til den ene begivenhed, mens den er "levn" i forhold til den anden begivenhed.

#### Levnsslutning
Levnsslutning kaldes også levnsudnyttelse. Til de relevante spørgsmål hører: Hvilken række tekniske, praktiske og teoretiske handlinger danner baggrunden for, at kilden blev skabt? Hvordan var ophavssituationen?

#### Beretningsslutning
Beretningsslutning kaldes også beretningsudnyttelse. At slutte fra en beretning kræver en grundig vurdering af kildens troværdighed.
Til de relevante spørgsmål hører: Hvem lavede kilden? Havde han/hun en speciel grund til at gøre det? Kan det have påvirket kilden? Hvad var formålet, og havde ophavsmanden kompetence til at fortælle om sagsforløbet (førstehåndsberetning eller referat)? Hvornår blev kilden skabt? Hvor lang tid efter begivenheden er den opstået (tidsmæssig afstand)? Hvilken situation blev kilden skabt i, eller er den stykket sammen af bidder, som stammer fra forskellige situationer? Hvem er kilden rettet til, dvs. hvem var kildens publikum?

### En kildes relation til en anden kilde
For at afdække relationer mellem kilder anvender historikere de to begrebspar: førstehåndskilde kontra andenhåndskilde foruden primær kilde kontra sekundær kilde; de to begrebspar må ikke forveksles.

### Primære kilder kontra sekundære kilder
Primær kilde er altid den eller de repræsentationer af de bevarede kilder, som er tættest på emnet. De sekundære kilder er repræsentationer, der bygger på primære kilder. Det kan fx være i form af afskrifter, uddrag eller referater. Den primære kilde kan være enten en førstehånds- eller en andenhåndskilde. Sekundære kilder er produceret senere end den primære kilde. Men det er historikerens spørgsmål, der afgør, om den enkelte kilde er primær eller sekundær.

### Førstehåndskilde kontra andenhåndskilde
Der sondres også mellem førstehåndskilde og andenhåndskilde. For førstehåndskilde var kildens ophavsmand selv til stede ved hændelsen; hvorimod ved andenhåndskilde var kildens ophavsmand ikke selv til stede ved hændelsen.

### Objektivitet kontra subjektivitet
Endelig må historikeren forholde sig til den situation, kilden er opstået i: Har kildens forfatter haft mod, mulighed og vilje til at skildre begivenheden, som den foregik, eller kan forfatteren have haft gode grunde til at udelade, misforstå, forskønne, bortforklare eller lyve i kilden? Er forfatteren til kilden part i sagen eller en udenforstående betragter af den? Disse spørgsmål bidrager til at fastlægge ophavssituationen.

### Indre kildekritik kontra ydre kildekritik
Den tyske tradition skelner mellem indre kildekritik (vurdering af kildens informationer) og ydre kildekritik (fastlæggelse af de omstændigheder, der har skabt kilden). Denne skelnen anvendes kun sjældent i danske kildeanalyser.

### Udsagnsevne kontra udsagnskraft
Her drejer det sig om en samlet vurdering af kildens dvs. kildeforfatterens mulighed for at vide noget om begivenheden set i forhold til, hvor fyldigt et materiale, kilden tilbyder om begivenheden. Når alle disse forhold er undersøgt, kan man vægte kildens udsagn.
- Det er ikke sikkert, at kilden kan godtages eller afvises i sin helhed. Dele af den kan være primære, mens andre er sekundære. Dele af den kan være levn, mens resten er en beretning. Og dele af den kan være nøgtern objektive, mens andre dele er mere eller mindre fordrejede og upålidelige.
- Det er ikke sikkert, at kilden har været forstået rigtigt, da man bedømte den tidligere. Den kan være opstået et helt andet sted, i en helt anden sammenhæng og med en helt anden forfatter, end man troede. Kilden kan vise sig at være forkert skrevet af, forkert oversat eller forkert fortolket, da den tidligere blev vurderet. Og kilden kan – midt i al sin bestræbelse på at omskrive begivenheden – afsløre hidtil oversete, men så at sige "undertekstlige" sandheder, eller den kan vise sig at være ironisk ment og derved bringe de stik modsatte oplysninger ind i billedet.
- Det kan godt tænkes, at den eneste kilde, der findes, har svag udsagnsevne og -kraft, fordi den er en sen beretning, at den er sekundær i forhold til en tabt, primær kilde, og at den er tendentiøs. Men det betyder ikke nødvendigvis, at kilden er ubrugelig; kun at den må bruges med alle forbehold lagt tydeligt frem. Det kan i næste omgang føre til jagten på den tabte, primære kilde eller på andre, endnu ikke opdagede kilder til samme begivenhed.

## Det materielle kildebegreb
Ved det materielle kildebegreb forstås opdelingen i levn og beretning; og den måde at udnytte kilden på, opfattes som kildens egenskab.

## Det funktionelle kildebegreb
Inden for de seneste år er det blevet almindeligt at behandle kilderne efter det såkaldte funktionelle kildebegreb. Ifølge det er det problemstillingen, som afgør materialets relevans. Det vil sige, at alle kilder kan bruges (er funktionelle) afhængigt af, hvilke spørgsmål vi stiller til dem. En kilde er ikke noget i sig selv, for den er kun noget, hvis man spørger den om noget. Spørgsmålet er ikke, om et billede er en god historisk kilde, men hvad billedet er en god kilde til. Kildekritikken er blevet en lære om argumentationsfærdighed, hvor historiediskussionen drejer sig om at finde de (u)holdbare argumenter.

## Kildekritisk læsning af hjemmesider
En tendentiøs hjemmeside er tydeligt præget af ophavsmandens synspunkter. For kildekritisk læsning af en hjemmeside er det yderligere relevant at vurdere hjemmesidens ophav, og hvornår hjemmesiden senest er opdateret. Det er tilrådeligt at krydstjekke hjemmesidens oplysninger.